# Палаццо-Кіджі

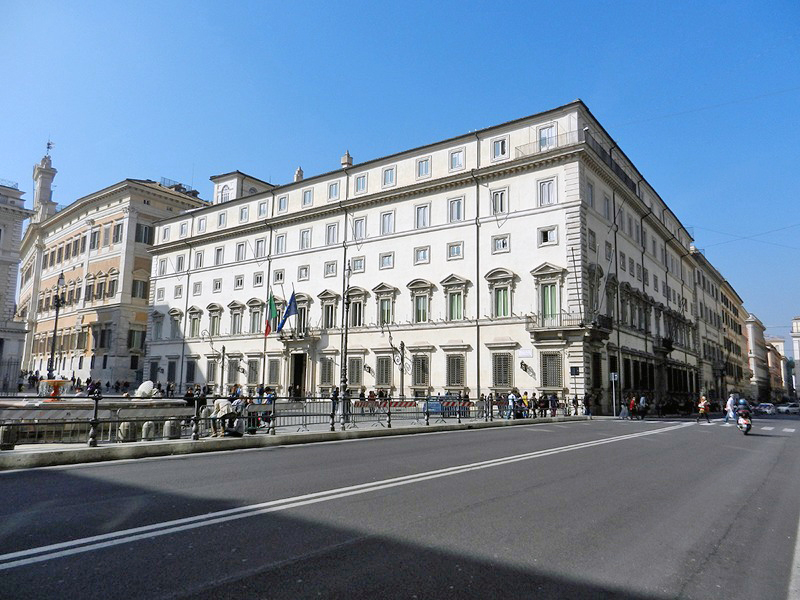
Палаццо Кіджі

Палаццо Кіджі — резиденція прем'єр-міністра Італії з 1961 року. 

## Розташування
Знаходиться на П'яцца Колона навпроти Колони Марка Аврелія та навпроти Палаццо Ведекінд. Із західної сторони палац межує з Палаццо Монтечиторіо, де знаходиться Палата депутатів Італії, а на сході з Віа дель Корсо.

## Історія
Палац збудовано поміж 1578 та 1587 роками на замовлення сім'ї Альдобрандіні. Однак палаццо отримує своє ім'я за іменем Кіджі, сім'я яких купила цей палац у 1659 році. З кінця XVIII століття там перебувало іспанське посольство а з 1878 року австро-угорське. У 1916 році Кіджі продали палац італійському уряду, який використовував його для міністерства у справах колоній до 1922 року. З 1922 по 1961 рік там розташовувалося міністерство закордонних справ Італії і пізніше резиденція прем'єр-міністра Італії.

## Галерея

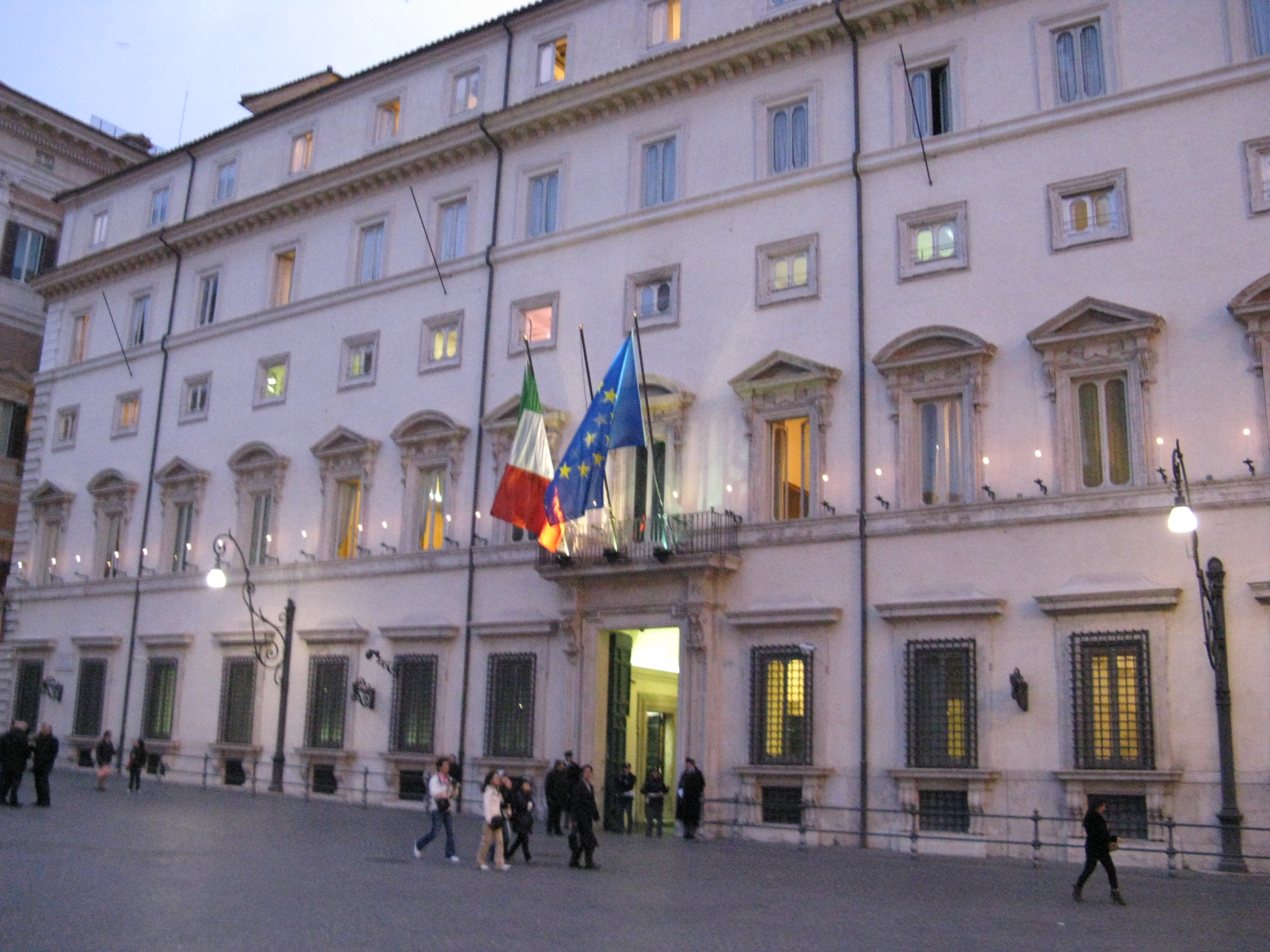
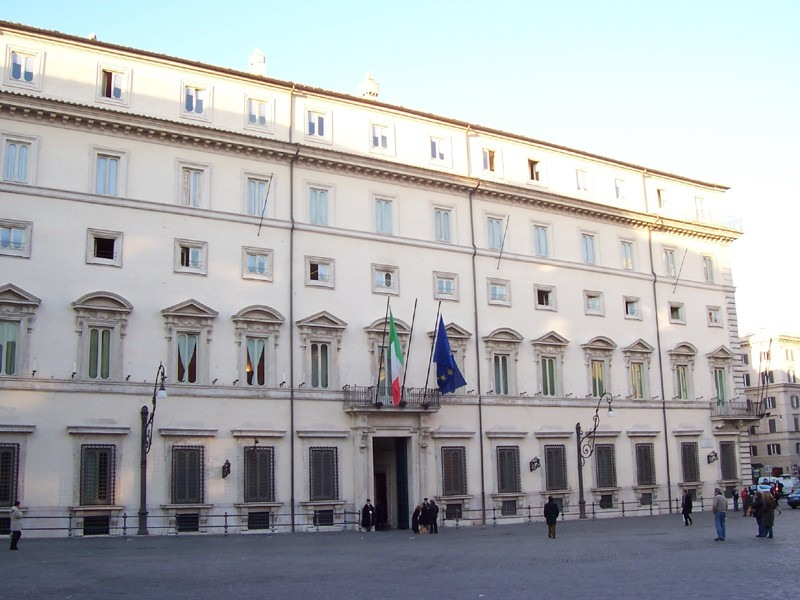
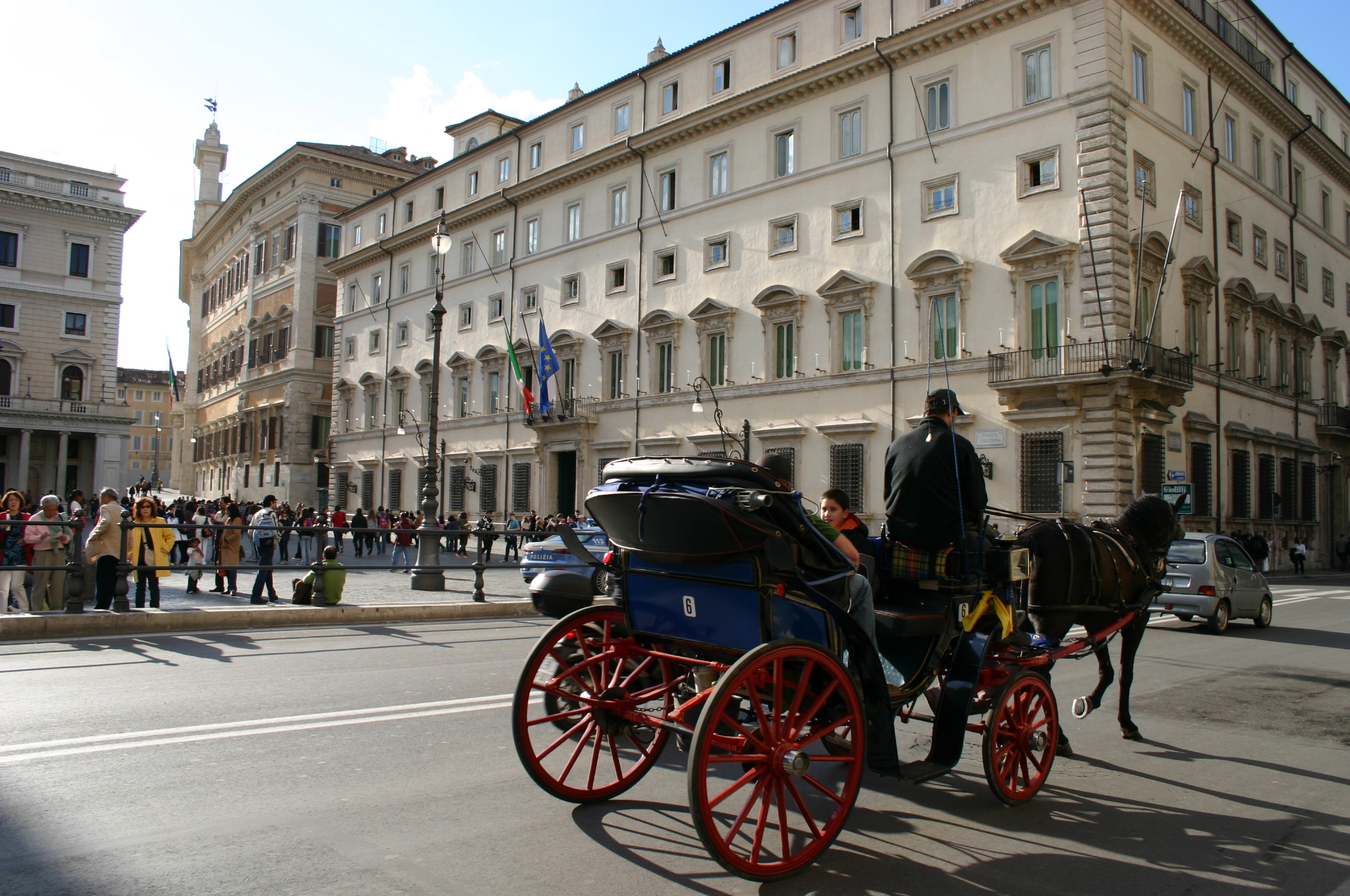
Палац на віа дель Корсо, біля палацу Монтечиторіо (Парламент)
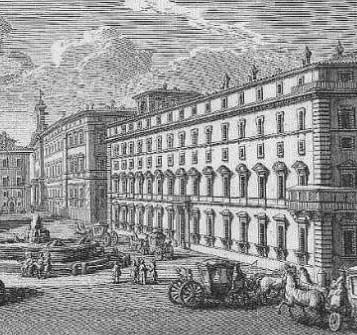
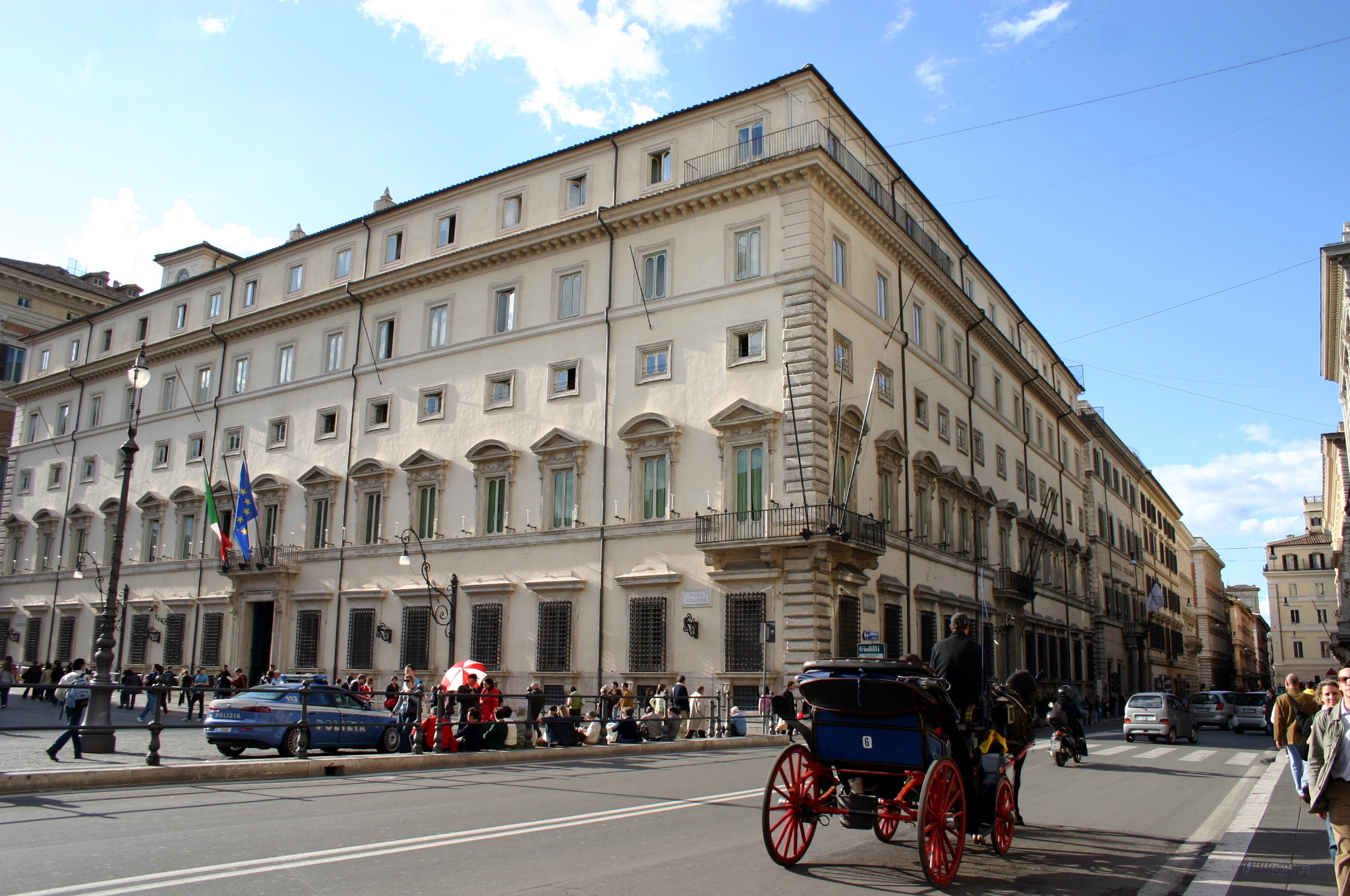
П'яцца Колона
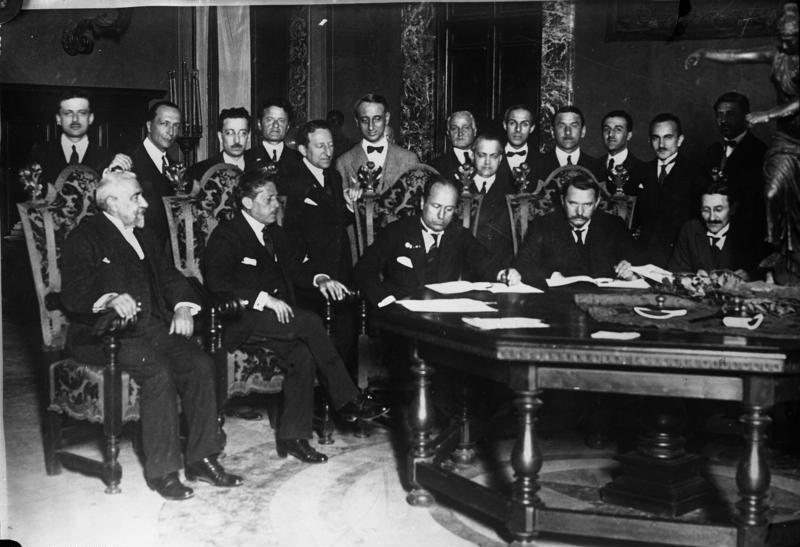
Муссоліні та радянська делегація у залі Ради міністрів